# Nea Ekklesia

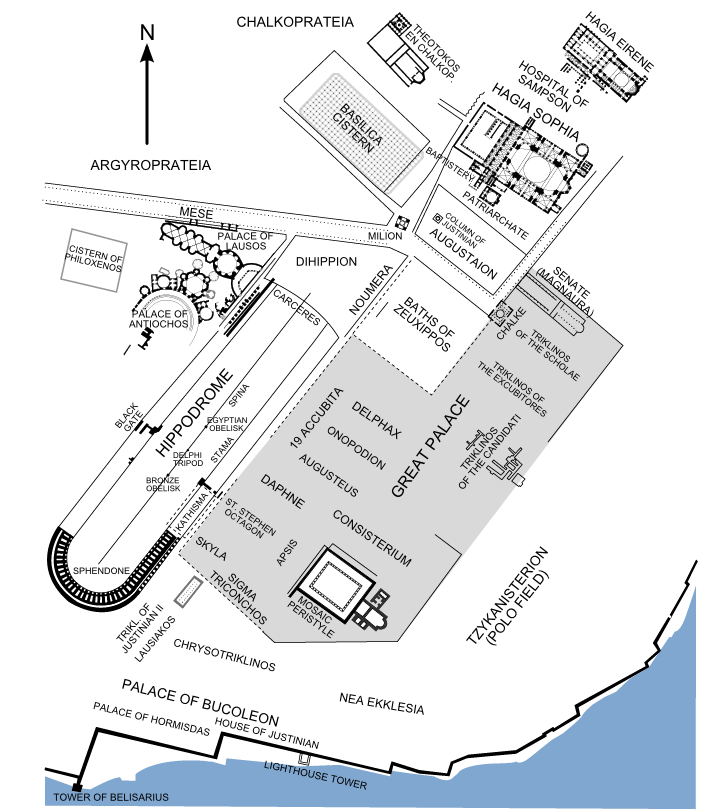
Plan du Grand Palais de Constantinople; la Nea Ekklesia serait située au sud-est, entre le palais du Bucoléon et le Tzykanisterion.

La Nea Ekklesia (en grec: Νέα Ἐκκλησία; litt.t "nouvelle église") est une église construite par l'empereur byzantin Basile Ier à Constantinople entre les années 876 et 880. C'est la première église d’une telle dimension à être construite dans la capitale de l'Empire byzantin depuis la basilique Sainte-Sophie au VIe siècle. Elle continuera à être utilisée sous la dynastie des Paléologue avant d'être transformée en lieu de stockage pour la poudre à canon par les Ottomans et d'être détruite en 1490 après avoir été frappée par la foudre.
Sur le plan architectural, elle marque le début de la période intermédiaire de l'architecture byzantine.

## Emplacement
Basile Ier (r.  867 - 886) fit construire la Nea Ekklesia sur l’emplacement de l’ancien terrain de polo (Tzykanisterion) situé au sud-est du Grand Palais de Constantinople, complexe palatial situé sur la Corne d’Or, et devait correspondre à la surface occupée de nos jours par la mosquée du Sultan Ahmet et ses dépendances, dans le quartier Fathi de l’Istanbul moderne.

## Histoire

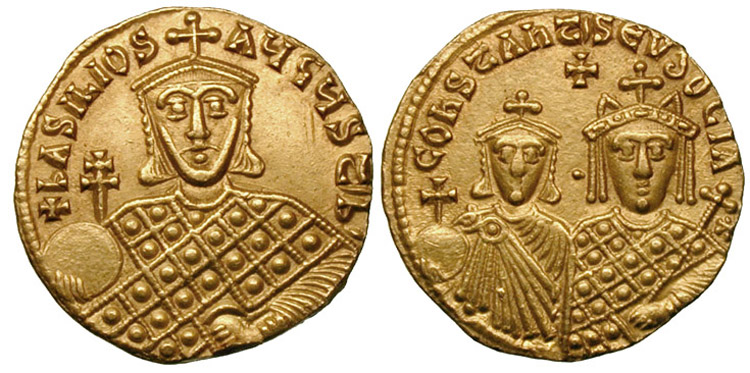
Solidus d’or de Basile Ier (endos) avec son fils Constantin et l’impératrice Eudokia Ingerina (verso).

Fondateur de la dynastie macédonienne, Basile Ier se considérait à l’instar de Justinien Ier comme le restaurateur de l'Empire. Constructeur infatigable, il fit rénover quelque trente-et-une églises de Constantinople et de sa banlieue au nombre desquelles figurent les plus importantes de la ville : Hagia Sophia, les Saints-Apôtres, Saint-Mocius et la Theotokos Chalkoprateia. Il en construira également huit nouvelles, toutes situées à l’intérieur de l’enceinte du Grand Palais. La plus importante d’entre elles sera la Nea Ekklesia, dont le nom même indique que pour l’empereur, sa consécration le 1er mai 880 par le patriarche Photius, marquait le début d’un temps nouveau.
Pour la construire, l’empereur fit démolir l’ancien stade de polo, le tzykanisterion, qu’il fit reconstruire sur une plus vaste échelle plus près de la mer. Située au sud-est du Grand Palais, la Nouvelle Église se trouvait un peu à l’est du Chrysotriklinos  et jouxtait le nouveau tzykanisterion avec laquelle du reste elle communiquait. Commencée en 877 , la construction fut supervisée par l’empereur lui-même , . Elle fut terminée trois ans plus tard, en 880. L’empereur la consacra à Jésus Christ, à l'archange saint Michel (ou Gabriel dans des sources plus tardives), au prophète Élie (un des saints favoris de Basile), à la Vierge Marie et à saint Nicolas, à titre de remerciement pour « leur bienveillance à son endroit » . Dotée de sa propre administration et de son propre clergé, l’église joua un rôle important dans les cérémonies impériales  et jusqu'au règne de Constantin VII, l'anniversaire de sa consécration fut l’occasion d'une fête importante. Au cours du XIe siècle, l’église fut transformée en monastère et connue sous le nom de Nouveau Monastère (Nea Monē). L'empereur Isaac II Ange (r. 1185-1195) dépouilla l'église de la plupart de ses décorations et de ses objets liturgiques pour les utiliser lors de la restauration de l'église Saint-Michel à Anaplous. L’édifice continua à être utilisé par les Latins et par les Byzantins jusqu'à la chute de Constantinople. Elle devait survivre à la conquête ottomane mais fut probablement démolie en 1490 après avoir été frappée par la foudre.

## Description
Notre connaissance de la Nea Ekklesia s’appuie sur un certain nombre de témoignages littéraires, le plus important étant celui que l’on trouve dans la « Vie de Basile » de Théophane continué et quelques illustrations complétées avant sa destruction.

### Architecture

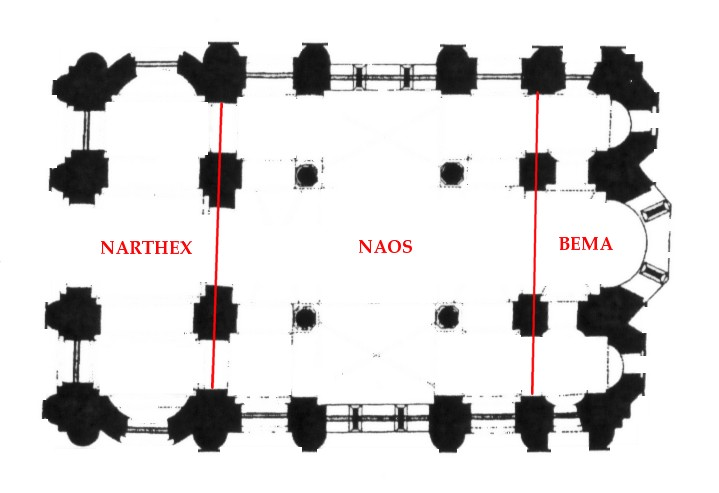
Plan d'une église à croix inscrite classique.

La description qu’on  trouve dans la « Vie de Basile » est cependant assez vague pour laisser place à diverses interprétations sur son architecture. Selon toute vraisemblance, l’église était bâtie selon un plan dit «à croix inscrite » et était coiffée de cinq dômes « couverts de cuivre qui ressemblait à de l’or ». De la dédicace à cinq personnages célestes on peut déduire que le plan était celui d’une croix grecque où le maitre-autel surmonté du dôme principal était dédié à Jésus-Christ, et qu’on trouvait quatre chapelles chacune coiffée d’un dôme sur les côtés, selon le plan également employé pour les églises des monastères de Lips et du Myrelaion, contemporains de la Nea Ekklesia,.  Sur le côté ouest, l’entrée de l’église était précédée d’un atrium doté de deux fontaines, alors que les côtés nord et sud étaient dotés de portiques à voutes en berceaux qui se prolongeaient jusqu’au tzykanisterion. La trésorerie et la sacristie de l’église étaient logées dans des édifices situés du côté de la mer. Entre les deux portiques et à l’est de l’église se trouvait un jardin intérieur appelé Mesokepion. Il n’est pas impossible toutefois que l’église ait eu un plan cruciforme où les dômes secondaires étaient placés sur les bras de la croix comme c’était le cas pour l’église des Saints-Apôtres.
L’église elle-même reposait sur une terrasse sous laquelle se trouvait une structure permettant, lors de l’entrée de l’empereur, de faire bruler de l’encens dont les parfums se répandaient dans l’église par des bouches d’aération.

### Décoration
La décoration de l’église était particulièrement somptueuse et l’empereur n’hésita pas à faire enlever les éléments décoratifs déjà existant dans d’autres églises et édifices de la capitale, incluant le mausolée de Justinien. Pour transporter les marbres, il fit appel à la flotte impériale avec comme résultat que Syracuse, la principale colonie byzantine en Sicile, fut laissé sans protection et tomba aux mains des Arabes .
Les murs étaient revêtus de marbres polychromes. les sols étaient composés d’opus sectile et les voutes ainsi que l’intérieur des dômes ornées de mosaïques. Le jubé , le maitre-autel et le synthronon étaient plaqués d’argent et incrustés de pierreries.
Constantin VII, petit-fils de Basile Ier en donne la description suivante dans une ekphrasis particulièrement flatteuse :

« [L’empereur] offrit au Christ, l’immortel fiancé, cette église comme une fiancée parée de perles et d’or, scintillante d’argent, colorée de marbres polychromes avec ses compositions de tessères en mosaïque et revêtue de tentures de soie. Sous son toit, composé de cinq dômes, l’or ruisselle et de merveilleuses images, telles des étoiles, resplendissent, alors que le toit lui-même est revêtu de cuivre qui ressemble à de l’or. De chaque côté, les murs sont rehaussés de marbres de maintes couleurs, alors que le sanctuaire est enrichi d’or et d’argent, de pierres précieuses et de perles. La barrière qui sépare le sanctuaire de la nef, incluant les colonnes qui l’accompagnent et le linteau au-dessus, les sièges qui sont à l’intérieur et les marches devant eux ainsi que les saintes tables elles-mêmes, tout cela est fait d’argent mêlé à de l’or, de pierres précieuses et de perles rares. Quant au sol, on dirait qu’il est couvert de soyeux tapis dus à des artisans de Sidon, tant il est orné de pièces de marbres  de différentes couleurs entourées d’une bordure de tessères aux motifs variés, le tout joint avec précision et élégance. »

## Reliques
Au cours des ans, la Nea Ekklesia devint avec la chapelle Saint-Étienne du Palais de Daphnè et l’Église Notre-Dame du Phare le principal endroit où furent conservées les reliques acquises par la famille impériale. Parmi elles se trouvaient le  manteau de peau de mouton du prophète Élie, la table où Abraham reçut à manger les trois anges visiteurs, la corne avec laquelle le prophète Samuel oignit le roi David et des reliques de Constantin le Grand. D’autres reliques s’ajoutèrent après le Xe siècle en provenance d’autres parties du palais comme le « bâton de Moïse » auparavant conservé dans le Chrysotriklinos.

## Importance
Principale réalisation architecturale de Basile Ier, la Nea Ekklesia voulait être l’expression d’un temps de renouveau. Sur le plan architectural, l’église à cinq dômes avec multiplication des chapelles dédiées à différents saints devait être repris non seulement à Constantinople où elle servit de modèle pour le monastère de Lips vingt-sept ans plus tard , mais ailleurs dans les Balkans et jusqu’en Russie . Cette révolution sur le plan architectural s’accompagnait d’une transformation des croyances, idées et besoins de la société byzantine. Si la Nea Ekklesia rappelait les grandes constructions de Justinien, c’était sur un modèle réduit. Alors que les édifices de Justinien étaient destinés à un large public, ceux de Basile Ier seront destinés à un public restreint, soit celui des gens qui fréquentent le palais impérial. Le public auquel est destiné l’ « art impérial » devient ainsi plus ciblé et ce qui est vrai de l’empereur, le sera aussi des autres mécènes. À partir de ce moment, l’architecture religieuse prend un caractère plus « intime », plus « privé »; on construira de moins en moins d’églises paroissiales ou épiscopales et de plus en plus de monastères lesquels, avec l’apparition de la charistikē au XIe siècle, deviendront des fondations privées soumises au règlement édicté par leur fondateur.

### Sources primaires
- Jean Skylitzès, A Synopsis of Byzantine History, 811-1057, New York, Cambridge University Press, 2010.  (ISBN 978-1-107-40474-8).
- Constantin Porphyrogénète, « Vita Basilii », dans Theophanus Continuatus, éd. I. Bekker, Bonn 1838.

### Sources secondaires
- (en) Buchwald, H. “Western Asia Minor as a Generator of Architectural Forms in the Byzantine Period: Provincial Bas-Wash or Dynamic Center of Production?”. (in) Jahrbuch der Österreichischen Byzantinistik, 34 (1984) pp. 278-279.
- (en) Jenkinsm, R.J.H. & C. Mango. “The Date and Significance of the Tenth Homily of Phothius” (in) Dumbarton Oaks Papers 9-10 (1956).
- (en) Kazhdan, Alexander (ed). The Oxford Dictionary of Byzantium. Oxford, Oxford University Press, 1991.  (ISBN 0-19-504652-8).
- (en) Klein, Holger A. Bauer, F.A. (ed.). "Sacred Relics and Imperial Ceremonies at the Great Palace of Constantinople" (PDF). BYZAS (5), 2006. pp. 79–99 . Archived from the original (PDF) on 26 March 2009.
- (en) Magdalino, Paul (1987). "Observations on the Nea Ekklesia of Basil I". (in) Jahrbuch der österreichischen Byzantinistik (37), 1987, pp. 51–64. ISSN 0378-8660.
- (en) Mango, Cyril. Byzantine architecture, 1976. New York.  (ISBN 0-8109-1004-7).
- (en) Mango, Cyril. The Art of the Byzantine Empire 312–1453: Sources and Documents, 1986. University of Toronto Press.  (ISBN 978-0-8020-6627-5).
- (en) Ousterhout, Robert. "Reconstructing ninth-century Constantinople". (In) L. Brubaker (ed.). Byzantium in the ninth century: dead or alive? Papers from the thirtieth spring symposium of Byzantine studies, Birmingham, March 1996. Aldershot, 1998. pp. 115–30.
- (en) Ousterhout, Robert. Master Builders of Byzantium. University of Pennsylvania Museum of Archaeology, 2007.  (ISBN 978-1-934536-03-2) [partiellement en ligne] https://books.google.ca/books?id=OkypnZQ83ckC&pg=PP5&redir_esc=y#v=onepage&q&f=false.
- (en) Treadgold, Warren T. Byzantium and Its Army, 284–1081. Stanford University Press, 1995.  (ISBN 0-8047-3163-2).